# Col du Bouleau
Le col du Bouleau est un col qui se situe dans le département de la Meuse, en région Grand Est.

## Géographie
Sur le plateau du Barrois, le col se trouve sur la commune de Nant-le-Grand. À proximité immédiate, les menhirs de la Pierre l'ogre et de Champ l'écuyer se trouvent de part et d'autre du col, ces deux mégalithes ont été classés monuments historiques en 1924. Le col est emprunté par le sentier de grande randonnée 714 reliant le GR14, qu’il quitte à Bar-le-Duc, au GR7.